# Hippeis Media International
Hippeis Media International – brytyjskie przedsiębiorstwo zajmujące się dubbingiem, voice-over’em oraz sporządzaniem napisów do filmów.

## Pochodzenie nazwy
„Hippeis” to nazwa starożytnej greckiej kawalerii. Ponadto słowo „Hippeus” to określenie drugiej z czterech najwyższych klas społecznych w starożytnych Atenach. Wśród Spartan była to królewska gwardia honorowa, składająca się z 300 wybranych młodych Spartan.

## Języki
| Europa       | Azja                       | Ameryka Północna i Południowa          |
| ------------ | -------------------------- | -------------------------------------- |
| angielski    | wszystkie języki indyjskie | angielski                              |
| szwedzki     | mandaryński                | kanadyjska odmiana języka francuskiego |
| norweski     | putonghua                  | brazylijski portugalski                |
| duński       | kantoński                  | hiszpański                             |
| fiński       | indonezyjski               |                                        |
| niderlandzki | malajski                   |                                        |
| francuski    | koreański                  |                                        |
| niemiecki    | japoński                   |                                        |
| kastylijski  | turecki                    |                                        |
| grecki       | hebrajski                  |                                        |
| portugalski  | arabski                    |                                        |
| polski       |                            |                                        |
| węgierski    |                            |                                        |
| włoski       |                            |                                        |
| czeski       |                            |                                        |
| bułgarski    |                            |                                        |
| chorwacki    |                            |                                        |
| serbski      |                            |                                        |
| rosyjski     |                            |                                        |

## Dubbing
Seriale
- To jest żart
- Duży i Mały
- Łapkozaury
- Hej, Duggee!
- Tosia i Tymek
- Nelly i Nora
- Nasze zwierzaki
- H2O: Syrenie przygody
- Hotel Furchester
- Brzękusie
- Odlotowcy Go Jetters!
- Andy i prehistoryczne przygody
- Pirackie potyczki
- Kręciołki
- Zagadkoboty
- Kotek Gapcio
- Teletubisie (2015)
- Planeta małych ludzi
- Artystyczne przyjęcie u Pana Robótki
- Dookoła świata z Panem Robótką
- Nosal i Skrob: Przygody w przebraniu
- Andy i zwierzątka
- Łódka starego Jacka: Opowieści z wodnego oczka
- Andy na safari
- Nasze zwierzaki: Galapagos
- Bitz i Bob